# 夢食案内人
『夢食案内人』（ゆめくいあんないにん）は、立川恵作の少女漫画。立川の初期代表作の一つ。

## 作品概要
講談社の刊行していた少女雑誌『るんるん』の代表的連載作の一つ。当初『るんるん』が『なかよし』増刊号として季刊発行されていた1993年の『冬休み号』に第1話が読切掲載された。その後、同年の9月号に第2話が掲載され、1994年1月号より連載作品となり、同年9月号まで連載が続いた。
しかし、並行していた『なかよし』本誌における連載との兼ね合いのためか、9月号の時点で連載が中断した。ちなみにこの時に行っていた同時並行の連載は、後に代表作となる『怪盗セイント・テール』の短期連載分であった。
その後、『るんるん』1995年1月号（第8話）と5月号（第9話）にそれぞれ読切掲載された。この時の2話は単行本未収録作品となっている。
KCるんるんより単行本が発行された。1巻のみであり、現在は絶版になっている。立川恵作品を所収した各単行本には「以下続刊」となっているが、2巻以降は発刊されておらず、連載誌であった『るんるん』も休刊となっている。
作品内容はファンタジーであり、1話完結の単発もの。各話の話数は「Dream.X」（Xは話数）と表記される。毎回、不思議なアイテムで悩みを解決するというストーリーで、各話により主人公が異なる。

## 登場人物

### 狂言回し
各話毎に主人公が違う形式をとっているため、狂言回し（物語の案内人）として以下のキャラクターがレギュラー登場する。
まりん
『夢の管理局』で『ドリームバク』の飼育を担当している少女。『ドリームバク』のエサになる『悪夢』を探して『いい夢』に変え、夢の主から『悪夢から変えたいい夢』の一部を報酬としてもらい『ドリームバク』のエサにする仕事をしている。名前の由来は飯島真理の曲「まりン」から。
バクオ
まりんが担当する『ドリームバク』。ハラペコ状態のときに自らに残っている夢のエネルギーを使い、魔法のアイテムを出す。各話の主人公は、このアイテムを使って悩みを解決し『悪夢』を『いい夢』に変える。伝説と違い『ドリームバク』は悪夢をそのまま食べることができないため、このような手続きが必要になる。

### 主人公たち

#### Dream.1
須賀唯子（すが ゆいこ）
自分の固い髪質がコンプレックスになっている少女。想い人の麻見が綺麗な髪を持っている子に注目しているのを見てショックを受ける。まりんとバクオに「ラプンツェルのシャンプー」をもらう。キャラクターのイメージソングとして作者は林原めぐみの「私にハッピーバースデイ」を挙げている。
麻見（あさみ）
唯子の想い人。家が美容院のため将来美容師になるのが夢。そのために、事ある毎に（将来の夢への興味という意味で）女子の髪を見つめる。だが「男子で美容師なんて」と馬鹿にされるのが嫌で、その思いを普段口にする事は無い。

#### Dream.2
中島澄音（なかじま すみね）
音楽のたて笛テストに、自分が最も苦手とする男子と組まされてしまった不幸な少女。そのために「テスト不合格」の悪夢に悩まされる事に。まりんとバクオから「ハーメルンのたて笛」をもらう。
西住（にしずみ）
たて笛テストにおける澄音のパートナー。素直ではなく、いつも不機嫌そうにしている。さらには口汚く憎まれ口を叩き回るため、澄音に怖がられている。

#### Dream.3
香坂千波（こうさか ちなみ）
クラスで最も背の高い少女。想い人よりも高いという尋常でない身長が悩み。まりんとバクオから、千波の「身長を低くしたい」という願いを具現化させる（実際はバクオの勘違いのために別の効果を生み出す）ための「ピンクのコンペイトウ」をもらう。
吉原秀郎（よしはら ひでろう）
クラスで最も背が低い少年。バレー部・レギュラーメンバー。自らの背の低さに関してはコンプレックスを持っているようではない。非常に明るくわんぱくで過ぎた悪ふざけをする事も。同様のノリで千波のコンペイトウを食べてしまい、体が縮んでしまった。

#### Dream.4
戸田伊吹（とだ いぶき）
問答無用のわんぱくおてんば少女。サッカーが大好きだったが中学生になった後、男子サッカーチームに「女だから」という理由で入部できなかった事から（地元や中学に女子サッカーチームは無いらしい）男子をいつも目のカタキにしている。しかし、それは性差による不遇を嘆き男子に憧れる彼女の感情の裏返し。「せめて絶対泣かない（男子に弱みを見せない）女の子になりたい」との願いから、まりんとバクオに「雪の女王ブランドのコンタクトレンズ」をもらう。
高崎北斗（たかさき ほくと）
伊吹の幼馴染。伊吹を理解している唯一の男子。実は結構強かったりするが、男子を目のカタキにしている伊吹の前では、それを絶対表に出さない。彼にとって伊吹は「一番大切な女の子」だったりする。

#### Dream.5
一ノ瀬都（いちのせ みやこ）
一般に「女性らしい」と呼ばれる技術（家事全般）が苦手な少女。元気いっぱいだが意欲が常に空回りする。しかし恋をして「女性らしさ」に憧れるようになり、まりんとバクオから「ガラスの靴のリボン」をもらう。
庄司明信（しょうじ あきのぶ）
都の想い人。冷徹のように見えて実は都を放っておけない口の悪い世話好き。

#### Dream.6
関川かんな（せきかわ - ）
水泳部に所属する、自称・人魚姫。友達と思っていた男子から「告白宣言」されて「告白されたら今までの関係が変わってしまう」「本当に彼は自分が好きな人なのか」と思い悩むことに。まりんとバクオから「好きな人を目で追うことができる（恋愛感情を自覚できる）」飴「マーメイド・ドロップ」をもらう。
渋谷勇（しぶや ゆう）
かんなに「お前より先に自己ベストを出せたら告白する!」と公衆の面前で「告白宣言」した少年。陸上部所属でジャンルは長距離走。長距離走コースはプールを囲むように設定されているため、水泳部の練習と陸上部長距離の練習は案外と近い位置で行われる。

#### Dream.7
越智舞子（おち まいこ）
規律に厳しい風紀委員。恋愛感情を自覚するが、その義務感と真面目な性格から、それを発露できない事に悩む。まりんとバクオから「白雪姫の手鏡」をもらう。
八坂春臣（やさか はるおみ）
天然茶髪でいつもふざけてばかりいる、関西からの転校生。やることなすこと、その言動はいつも素直と言うにはあまりにも素直すぎる、表裏の存在しない性格。モデルはSMAPの中居正広。

#### Dream.8
白金笑里（しろがね えみり）
6年前に5円が原因で幼馴染と喧嘩別れしてしまい、その事をずっと気に病んでいた心優しい少女。まりんとバクオから「ウラシマソウ」をもらう。
杉本成利（すぎもと なるとし）
笑里の幼馴染。6年前の喧嘩別れをずっと後悔しており、それからずっと笑里への恋心を自覚し続ける毎日を送っていた。通称・成くん。

#### Dream.9
森村乃梨子（もりむら のりこ）
想い人が宇宙人だという噂が流れたために、その人がいつか遠い自分の星に帰るのではないかと、真剣に杞憂している少女。まりんとバクオに「隕石で眠っていたパワーストーン（ペリドット）」をもらう。
高谷直輝（たかや なおき）
乃梨子の想い人。理科好きで特に天文学、地学、古生物学関係の知識に明るい。そのために「夜中にUFOを呼んでいる」、「学校で寝泊りしている」などの怪しげな噂が絶えないが、それらは事実無根。

## 書誌情報
講談社「KCなかよし」刊。
- 第1巻 1994年12月発行  ISBN 9784063228120